# Cinquefrondi
Cinquefrondi község (comune) Calabria régiójában, Reggio Calabria megyében.

## Fekvése
A megye északi részén fekszik, az Aspromonte Nemzeti Park területén. Határai: Anoia, Giffone, Mammola, Polistena és San Giorgio Morgeto.

## Története
A település az ókori Epizephürioi Lokroi egyik kolóniája helyén alakult ki a 10. században öt kis falu összeolvadásával (San Paolo, Sant’Elia, San Demetrio, San Lorenzo és San Nicola). Korabeli épületeinek nagy része az 1783-as calabriai földrengésben elpusztult. A 19. században nyerte el önállóságát, amikor a Nápolyi Királyságban felszámolták a feudalizmust.

## Népessége
A népesség számának alakulása:

## Főbb látnivalói
- San Michele Arcangelo-templom
- Madonna del Rosario-templom
- San Francesco-templom
- Madonna del Carmine-templom
- Madonna della Montagna-templom